# Insulinde (schip, 1927)
De Insulinde was een Nederlandse motorreddingboot van de Noord- en Zuid-Hollandsche Redding-Maatschappij (NZHRM), die tussen 1927 en 1965 dienstdeed op het reddingstation te Oostmahorn. Voor de ontwikkeling en bouw was 50.000 gulden bijeengebracht door de inwoners van Nederlands-Indië, dat ook wel "Insulinde" werd genoemd, vandaar de naam.
De Insulinde was de eerste grote zelfrichtende motorreddingboot van staal ter wereld. Als het schip kapseist, draait het zichzelf door middel van een kieptank en de verzwaarde kiel weer rechtop. Het beschikt over twee afzonderlijke motorcompartimenten en kan van binnenuit worden bestuurd.
Waarschijnlijk is het idee voor dit type boot ontstaan door de proefnemming - in 1907 - van een onzinkbare reddingboot die door Jacob Pieter Schuttevaer (Zwolle 1858 - Rotterdam 1938) was uitgevonden. zie ook bij delpher.nl: Een nieuwe reddingsboot: Nieuwsblad van het Noorden; 27-06-1907; .

## Geschiedenis
Het schip werd in de periode 1926-1927 gebouwd door de scheepswerf Gebroeders Niestern te Delfzijl, naar een ontwerp van Ernst Vossnack. De uitvinding was echter gedaan door Jan Niestern, die het idee weer had van Mees Toxopeus, die het in 1921 in een brief aan de NZHRM noemde als een van de ideeën voor een veiliger type reddingboot. In 1921 waren namelijk de Terschellinger motorreddingboot Brandaris en de stoomreddingboot President van Heel gezonken, respectievelijk omgeslagen. Tien redders waren hierbij verdronken. Deze gebeurtenissen vormden de aanleiding voor het zoeken naar manieren om het redden op zee veiliger te maken.
Toxopeus werd in 1927 de eerste schipper van de Insulinde. De overige bemanning bestond aanvankelijk uit drie inwoners van Anjum, die echter al snel werden vervangen. Stuurman was Jaap van der Meulen, die later schipper zou worden van het zusterschip Neeltje Jacoba.
De Insulinde maakte 341 tochten en heeft daarbij 332 mensen gered. Schipper Toxopeus haalde in 1935 met de Insulinde twaalf opvarenden van het stoomschip Bramow. Hij kreeg hiervoor een onderscheiding. In 1950 werd hij als schipper opgevolgd door zijn broer Klaas Toxopeus. In 1965 werd de Insulinde vervangen door de Gebroeders Luden. De Insulinde kwam in 1969 in bezit van Het Scheepvaartmuseum. De boot is in 2005 overgenomen door het Nationaal Reddingmuseum Dorus Rijkers en ligt in de museumhaven Willemsoord in Den Helder. In 2006 is begonnen met de restauratie en na 6500 manuren van vrijwilligers is de restauratie in september 2010 voltooid. De boot heeft de status varend monument en is het vlaggenschip van het Reddingmuseum.